# Tunnel Kan'etsu
Il tunnel Kan'etsu è una galleria stradale a due tubi della lunghezza di 11.055 m. Al momento dell'inaugurazione era la più lunga galleria stradale del Giappone. Collega la prefettura di Gunma con quella di Niigata. Fa parte della Kan-Etsu Expressway (Kan'etsu Jidōsha-dō).
Il primo tubo, in direzione nord, è stato aperto al traffico nel 1985 ed è lungo 10.926 m, mentre il secondo tubo, in direzione sud, è stato inaugurato nell'agosto del 1991 ed ha una lunghezza di 11.055 m.